# Faculdade Teológica Sul Americana
A Faculdade Teológica Sul Americana (FTSA) é uma faculdade/seminário protestante não-denominacional sediada em Londrina. O curso de teologia da FTSA é reconhecido pelo MEC.

## História
A faculdade foi formada em Londrina em 1994 como Seminário Teológico Sul Americano (Sigla: STSA) e posteriormente com o reconhecimento, entre os anos de 1999 e 2000, da teologia como curso de nível superior pelo MEC se tornou a Faculdade Teológica Sul Americana - FTSA. Teve como fundadores: Dr. Antonio Carlos Barro e Dr. Jorge Henrique Barro, ambos com formação teológica pelo Fuller Theological Seminary (EUA). A Faculdade FTSA publica, desde 2002, a revista "Práxis evangélica: revista de teologia prática latino-americana" (ISSN 1677-9878), avaliada no Qualis Periódicos da Capes no estrato B4 para a área de Teologia e B5 para a área de História. Também oferece conteúdo teológico digital através da Práxis Missional. Um dos enfoques da faculdade tem sido o ensino da Missão Integral.

Em 10 de fevereiro de 2020 o Curso de Mestrado Profissional em Teologia da FTSA foi recomendado pela CAPES e reconhecido pelo Conselho Nacional de Educação, conforme Parecer CNE/CES 1070/2019, publicado no D.O.U. de 10.02.2020.
No fim de 2021 a FTSA iniciou o curso de Doutorado em Ministério com reconhecimento nos Estados Unidos em parceria com o Lancaster Bible College.

## Estrutura
A FTSA tem um campus com mais de 32.000 m² e uma biblioteca com mais de 48.000 exemplares. Está instalada em localização privilegiada, na Rua Martinho Lutero, 277, Londrina, Paraná.

## Graduados notáveis
- André Luiz de Almeida Mendonça (Ministro da Justiça e Segurança Pública do Brasil)[14]
- Yago Martins (pastor calvinista, autor e youtuber)[15]